# 菲爾莫爾鎮區 (明尼蘇達州菲爾莫爾縣)
菲爾莫爾鎮區（英語：Fillmore Township）是位於美國明尼蘇達州菲爾莫爾縣的一個行政鎮區。

## 地方資料
菲爾莫爾鎮區的面積為90.27平方千米，當中陸地面積為90.27平方千米，而水域面積為0.00平方千米。根據2020年美國人口普查的數據，當地共有人口285人，而人口密度為每平方千米3.16人。